# Franziskanerinnen von der Unbefleckten Empfängnis Unserer Lieben Frau

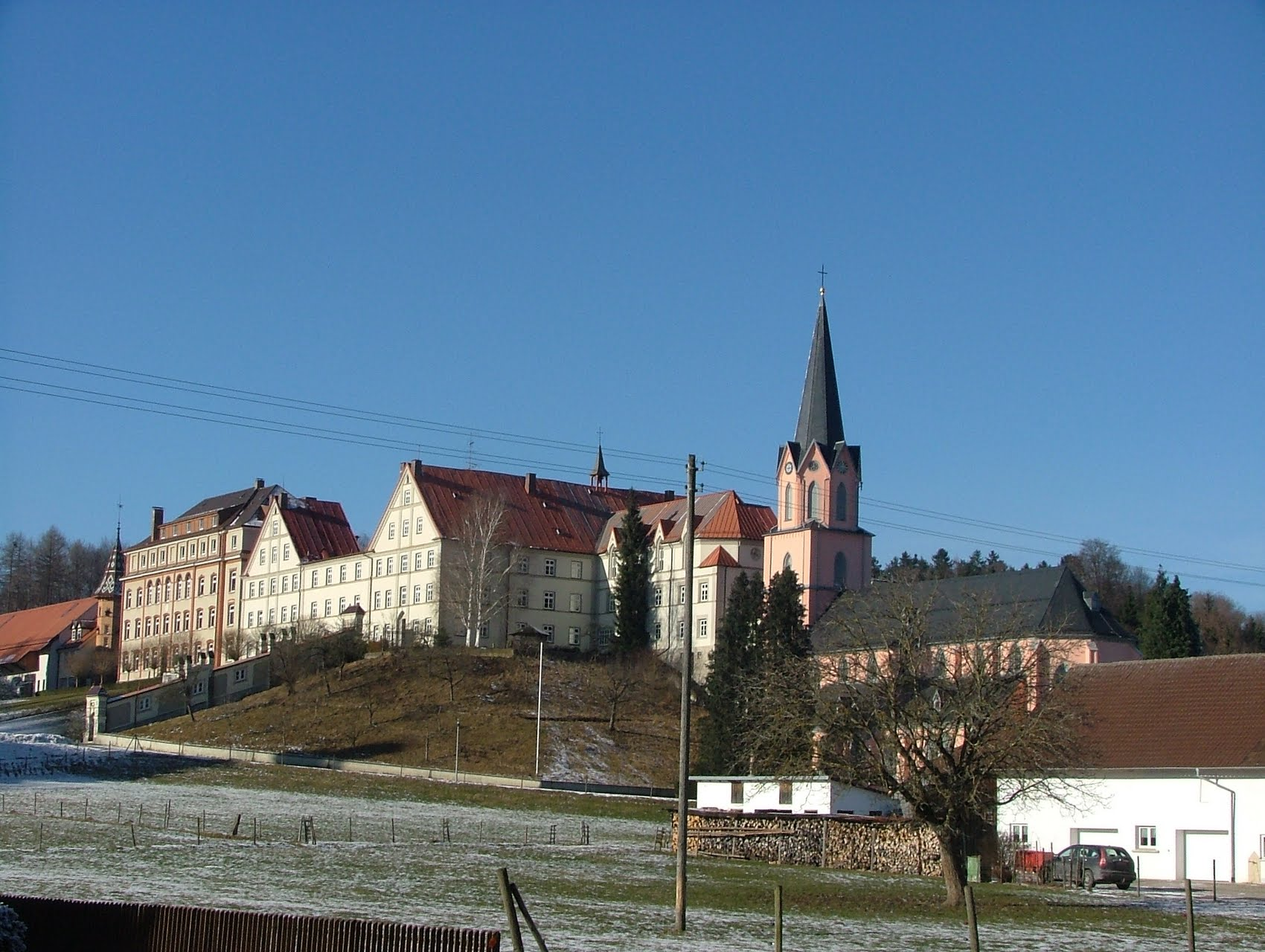
Mutterhaus in Bonlanden 2012

Die Franziskanerinnen von der Unbefleckten Empfängnis Unserer Lieben Frau OSF mit dem Mutterhaus in Bonlanden, einem Teilort von Berkheim an der Iller im Landkreis Biberach an der Riß in Oberschwaben, ist ein römisch-katholischer Frauenorden, der nach der Drittordensregel des heiligen Franziskus lebt.

## Geschichte
Gegründet wurde die Kongregation durch den Priester Faustin Mennel, der für die seelische und materielle Not in seiner Pfarrei Abhilfe schaffen wollte, indem er ein Kloster zur Erziehung der weiblichen Jugend gründete. Im Jahre 1854 begann man mit dem Bau des Mutterhauses. Aus dem Kloster Oggelsbeuren wurden drei Franziskanerinnen erbeten, um die jungen Frauen, die Pfarrer Mennel gewonnen hatte, in das klösterliche Leben einzuführen. Aus diesen jungen Frauen ging die Kongregation der Franziskanerinnen von Bonlanden hervor, die im Januar 1859 durch Bischof Josef von Lipp offiziell anerkannt wurde. Die Satzungen der jungen Kongregation wurden nach denen der Dillinger Franziskanerinnen gestaltet.

## Verbreitung

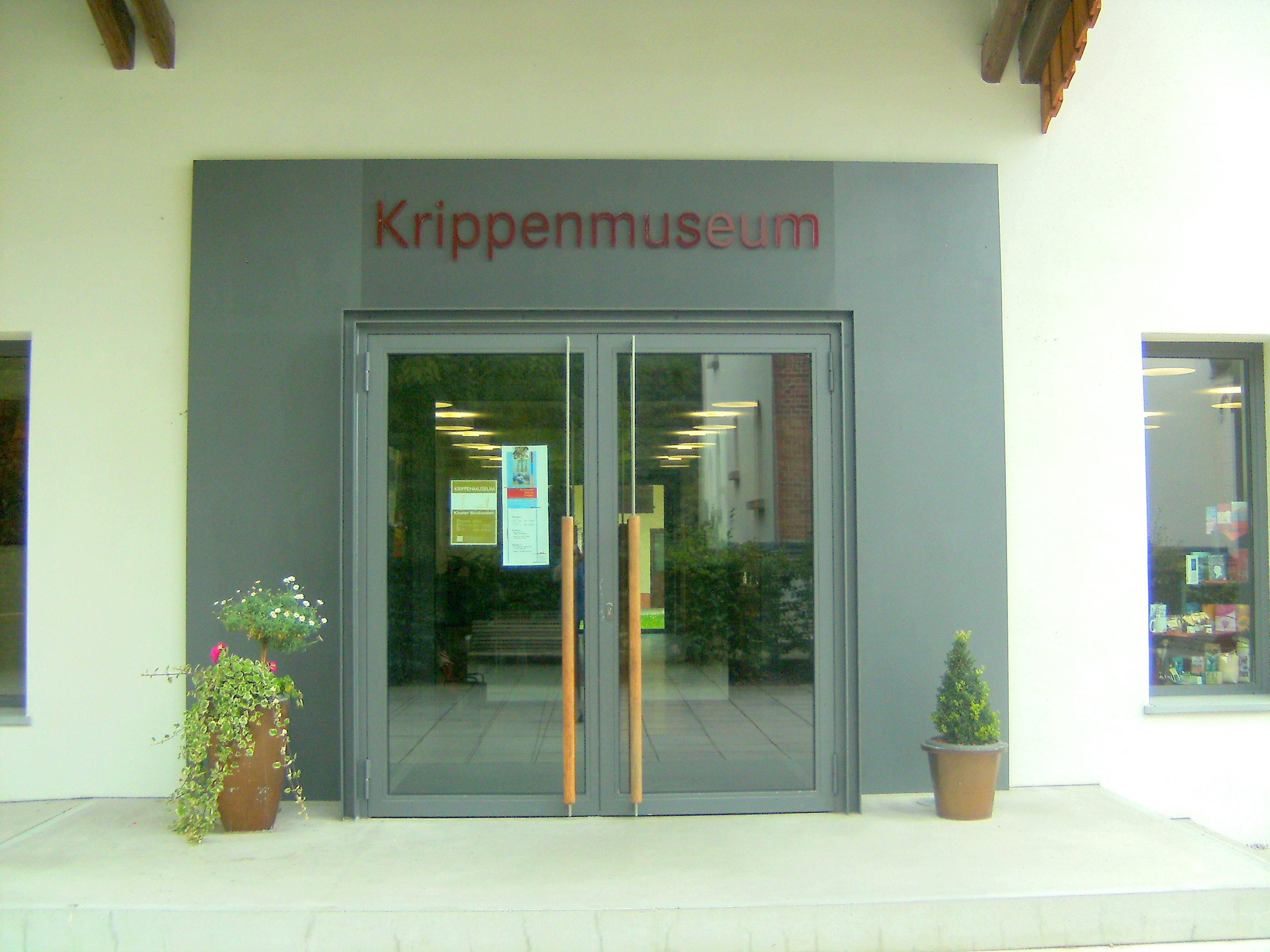
Krippenmuseum im Mutterhaus Bonlanden

Die Zahl der Schwestern wuchs rasch an. Anfang des 20. Jahrhunderts wurden weitere Niederlassungen in Riedlingen (Mädchenschule St. Agnes) und Ulm (St. Hildegard-Schule) eröffnet. Außerdem wurden zwei Kinderheime in Hürbel und Schwenningen gegründet.
1926 wanderten sechs Schwestern nach Argentinien aus, um in der Mission zu arbeiten; sie weiteten dort ihre ursprüngliche Lehrtätigkeit auch auf sozial-caritative und seelsorgliche Aufgaben aus. Heute sind die Bonlandener Schwestern in Argentinien, Brasilien und  Paraguay in 40 Niederlassungen vertreten. Neben der Führung von Schulen und Krankenhäusern betreuen die Schwestern auch Menschen in den Elendsvierteln der Städte. Es ist zudem ein kontemplativer Zweig der Schwestern entstanden. Auch in den USA sind die Schwestern in einem Konvent in Buffalo in der Krankenpflege tätig.
In den 1960er-Jahren gab es in Deutschland fünf Niederlassungen, im Ausland 33, mit insgesamt 507 Ordensfrauen. Heute ist die Zahl der Schwestern in Deutschland gesunken, in Südamerika steigt die Zahl aber weiter an.
Neben dem Mutterhaus mit Tagungszentrum und Krippenmuseum in Bonlanden gibt es heute in Deutschland noch Niederlassungen in Ulm und Villingen-Schwenningen.